# Leptolebias fractifasciatus
 Leptolebias fractifasciatus és un peix de la família dels rivúlids i de l'ordre dels ciprinodontiformes. que es troba a Sud-amèrica.